# Villares de Jadraque
Villares de Jadraque è un comune spagnolo di 54 abitanti situato nella comunità autonoma di Castiglia-La Mancia.